# Pseudocella panamaensis
Pseudocella panamaensis är en rundmaskart som först beskrevs av Allgen 1947.  Pseudocella panamaensis ingår i släktet Pseudocella och familjen Leptosomatidae. Inga underarter finns listade i Catalogue of Life.